# الصافية (الجوف)
الصافيه هي إحدى قرى الجمهورية اليمنية. وهي تتبع جغرافيًا لمحافظة الجوف. وإداريًا لمديرية المطمة. يبلغ تعداد سكانها 4793 نسمة حسب الإحصاء الذي جرى عام 2004.